# 11 Korpus Obrony Powietrznej (ZSRR)
11 Korpus Obrony Powietrznej – wyższy związek taktyczny wojsk obrony przeciwlotniczej Sił Zbrojnych ZSRR.

## Struktura organizacyjna
W latach 1991
- dowództwo – Baranowicze
- 15 Brygada Rakietowa Obrony Przeciwlotniczej – Fanipol
- 115 Brygada Rakietowa Obrony Przeciwlotniczej – Brześć
- 147 Brygada Rakietowa Obrony Przeciwlotniczej – Bobrujsk
- 127 pułk rakietowy OP
- 377 pułk rakietowy OP
- 1146 pułk rakietowy OP
- 8 Brygada Radiotechniczna – Baranowicze
- 49 pułk radiotechniczny – Uriecze
- 10 batalion walki radiotechnicznej